# Gianni Tamanti
Gianni Tamanti (Aulla, 1909 – Enfidaville, 20 aprile 1943) è stato un militare italiano insignito della medaglia d'oro al valor militare alla memoria nel corso della seconda guerra mondiale.

## Biografia
Nacque ad Aulla, Apuania, nel 1909, figlio di Giovanni  e Francesca Barluzzi. Rimasto orfano di guerra nel 1916, si laureò ingegnere, ed assolti gli obblighi militari di leva nel Regio Esercito in qualità sottotenente di complemento nel 3º Reggimento artiglieria campale nel 1934, venne assunto da una importante ditta in Africa Orientale dove diresse i lavori per la costruzione della strada Ghibié-Gimma. Trasferito in Albania nel 1939, lavorò per la sistemazione del campo di atterraggio di Schjat e realizzò molte altre opere pubbliche. Richiamato in servizio attivo per mobilitazione nel dicembre 1940, partecipò col 14º Reggimento artiglieria "Ferrara" alla dura campagna militare contro la Grecia nel settore di Tepeleni. Colpito da una grave malattia venne ricoverato all'ospedale di Valona, ritornando in Italia a bordo di una nave ospedale alla fine del maggio 1941 e, dopo un lungo periodo di convalescenza, promosso tenente, ottenne il trasferimento in Africa Settentrionale Italiana. Assegnato in un primo tempo al CCCXLIII Gruppo artiglieria autonomo Guardia alla Frontiera passò a domanda al Raggruppamento celere tipo A.S. (Artiglieria Semovente) da 65/17 nell’aprile 1942. Assunto il comando della 2ª batteria, partecipò con la 136ª Divisione corazzata "Giovani Fascisti", all’occupazione di Giarabub, di Siwa e alla battaglia difensiva del Mareth. Cadde in combattimento a Enfidaville (Tunisia) il 20 aprile 1943, e fu successivamente insignito della medaglia d'oro al valor militare alla memoria. Dopo la sua morte fu promosso capitano con anzianità 4 dicembre 1942.

### Annotazioni
1. ↑  Giovanni nacque a Montalcino il 6 aprile 1881 da Francesco Antonio e da Maria Giuliani. Cadde in combattimento sul Col di Lana il 13 febbraio 1916 e venne insignito della medaglia d'argento al valor militare.

### Fonti
1. ↑  Gruppo Medaglie d’Oro al Valore Militare 1965, p. 239.
2. 1 2 3 4 5 6 7 8 9  Combattenti Liberazione.
3. ↑  Quirinale - scheda - visto 23 marzo 2023
4. ↑  Registrato alla Corte dei conti lì 5 aprile 1945, guerra registro 3, foglio 255.